# Max et Alex Fischer
À ne pas confondre avec l'Américain Max Fisher, conseiller en diplomatie.
Max et Alex Fischer, deux frères, sont des écrivains français du XXe siècle d'origine suisse qui écrivaient ensemble des histoires à saveur humoristique.
Max (Maxime Chevalier Elieser Abraham) Fischer est né à Paris 9e le 10 mai 1880 et est mort le 11 décembre 1957 à Saint-Maur-des-Fossés (Val-de-Marne).
Alex (Alex James Abraham Eliezer) Fischer est né à la même adresse le 20 mai 1881 et est mort à Paris 16e le 3 avril 1935,,. 
Ils ont été directeurs littéraires aux Éditions Flammarion à partir de 1904 et ont créé la Select-Collection en 1914.
Max fut aussi sous-préfet à Paris durant l’Épuration.[réf. nécessaire]

## Max Fischer
D'origine suisse, il est le fils de M. Jacques Fischer, boursier, et de Mme Fischer, née Emma Rodriguez ; il a fait des études au collège Sainte-Barbe, au lycée Condorcet, puis à l'École de droit de Paris. 
Devenu homme de lettres, conteur et romancier, auteur dramatique – au registre humoristique – et journaliste, il écrit avec son frère Alex de très nombreux ouvrages gais, et collabore au Gaulois, au Petit Journal et à L'Écho de Paris. C'est à partir de 1904 que les livres des frères Fischer, qui connaissent un succès sans éclat, sont édités chez Flammarion.
Tous les deux sont également directeurs de collection, puis directeurs littéraires chez Flammarion. Ils y mettent sur pied, entre autres choses, la Select-Collection qui obtient un grand succès, surtout durant la Grande Guerre. Les livres sont bon marché (0,50 F). Leur rôle est d'être en rapport avec les écrivains, d'en recruter pour Flammarion, en plus de scruter le fonds des autres maisons pour racheter les droits de certains livres.
Cette période de directorat s'étend de 1913 à 1928, le 27 mai 1928 pour être précis, date à laquelle un différend les oppose – d'autres évoquent plutôt une brouille avec Ernest Flammarion et ses fils, car les frères Fischer « percevaient des droits particulièrement importants » –, ce qui pousse Alex à se retirer, tandis que Max, avec l'appui d'Ernest Flammarion, assume seul la direction de la maison jusqu'en 1940. Alex Fischer intentera un procès pour rupture de contrat, mais le perdra.
À de rares exceptions près, Max Fischer n'écrira plus après 1928 ; plus tard, après la Seconde Guerre mondiale, il deviendra conseiller littéraire, toujours chez Flammarion.
Le 25 janvier 1952, cinq ans avant son décès, il épouse Nelly Caron-Mialaret, écrivain, musicienne et musicologue, qui a notamment publié deux livres chez Flammarion.
Il meurt à 77 ans à Saint-Maur-des-Fossés (acte de décès : no 720/1957), en laissant un fils, Claude Fischer, né en 1930. Il est inhumé au cimetière parisien de Pantin. Cependant, une sépulture à son nom avec sa date de naissance et de décès est visible dans la 3e division du cimetière de Montmartre. 

### À noter
Journal littéraire de Paul Léautaud au 11 mars 1920 : « Les frères Max et Alex Fischer se sont mis en tête d’avoir dans le Mercure un article sur eux. Ils sont lecteurs chez Flammarion. Bachelin est édité chez Flammarion. Ils ont parlé de l’affaire à Bachelin. Lui, mardi dernier, avant-hier, en a parlé à Vallette, de façon qui montrait qu’il se rendait compte de la présomption des Fischer et qu’il n’en parlait que pour qu’on ne puisse pas dire qu’il n’avait rien fait dans ce sens. Chose impossible, naturellement, les Fischer n’ayant rien de littéraire. Dès hier matin, Vallette qui s’était chargé de la suite de l’affaire, a envoyé une lettre aux Fischer pour leur expliquer que la chose n’était pas possible. Il les rencontre le soir [au Théâtre de] la Renaissance. Les Fischer lui disent bonjour et ajoutent : « Nous avons reçu votre gentille lettre », avec un sourire aigre ».

## Œuvres
Ordre alphabétique
- Anneaux de la chaîne (1931, Sélect-Collection, Flammarion)
- Après vous, mon général… histoire posthume d'une vieille dame et d'un vieux militaire (1920-1928?)
- A.Z.11, poste restante (1910, Flammarion)
- Camembert sur Ourcq (1908, 1923, Éditions André, Flammarion, illustré par Georges Delaw)
- Contagion (Le Roman Romanesque, no 74, collectif, 1909)
- Dans deux fauteuils (1924, Flammarion)
- Dans une baignoire, note et impression de théâtre (1917-1927?, Flammarion)
- Dans l'ascenseur (?)
- Des histoires drôles pour la jeunesse (1925, F.S. Crafts & Co., illustrations de Kern)
- Détails sur mon suicide (191-? , Flammarion, illustration de la couverture A. Roubilla)
- Détours (1933)
- Éloges d'un mari (édité par Lemarget, 1929)
- Hier et Avant-hier (1913)
- Huit jours en Suisse - notes de voyage, Roger & Chernoviz éditeurs-illustr. de A. et G. Chanteau (1909)
- La Correspondance amoureuse ou le petit secrétaire pratique à l'usage des gens pressés (1927, illustrations de Joseph Hémard)
- La Cure (sans date)
- La Dame très blonde (1906)
- L'Amant de la petite Dubois (1940, Roman, Sélect-Collection, Flammarion)
- La Revue d'été (32 fantaisies sur les actualités de 1907-1909 ?)
- L'Art de se quereller à tout propos, à l'usage des époux qui s'ennuient et que le sort inclément a dotés d'un trop bon caractère (dessins de Lucien Métivet aux environs de 1900)
- Le Duel de Lolotte (sans date)
- Le Plus Petit Conscrit de Francis (paru sans date, édité par La Renaissance du livre)
- Les Prunes de M. le Curé
- Les Fleurs de France (A. M. Philpot, 1923, paru en anglais sous le titre "Estelle" et traduit par Garnett Eyre Macklin)
- L'Inconduite de Lucie (1909, Flammarion)
- Lisez-moi (magazine littéraire bimensuel 1930)
- Mariages de raison (sans date)
- Mes lettres à Zonzon (1919, Ernest Flammarion, collection Une heure d'oubli)
- Monsieur Tartempion (sans date)
- Par la route (1914, ouvrage sur malles automobiles de la Maison Moynat
- Pour les amants, pour les époux, pour tout le monde (recueil humoristique composé de deux petits manuels et d'un dictionnaire, paru sans date)
- Pour s'amuser en ménage (1914, Sélect-Collection, Flammarion)
- Présence du passé (1932 ?)
- Rendez-vous avec l'Acropole (1929, pages d'un carnet de notes, Flammarion)
- Tonton ou des Drames de l'amour (pièce en trois actes, Flammarion, 1907)
- Très très pressé (sans date)
- Un début au théâtre (sans date)
- Un spadassin (sans date)
- Une revanche (sans date)
- Venise, pages d'un carnet de notes (1927)
- Voilà Batifol ! (La nouvelle revue, 1900-1904)

## Au théâtre
- The Stolen White Elephant, The French dramatization of Mark Twain's [14]
- Les Enfants de Shylock

## Filmographie partielle
- 1911 : Rigadin cambrioleur de Georges Monca
- 1912 : Rigadin est un fameux escrimeur de Georges Monca